# Imprimerie Chapoulaud
L'imprimerie Chapoulaud est une imprimerie française de Limoges, active en 1641. Elle se qualifie elle-même d'« imprimeur du département », et travaille sur Bellac et le Dorat.
La société est transformée en société en nom collectif sous la raison sociale Chapoulaud frères, le 19 janvier 1879. Puis en société anonyme au capital de 650 000 francs, le 22 décembre 1883 sous la raison sociale Société Générale de Papeterie.

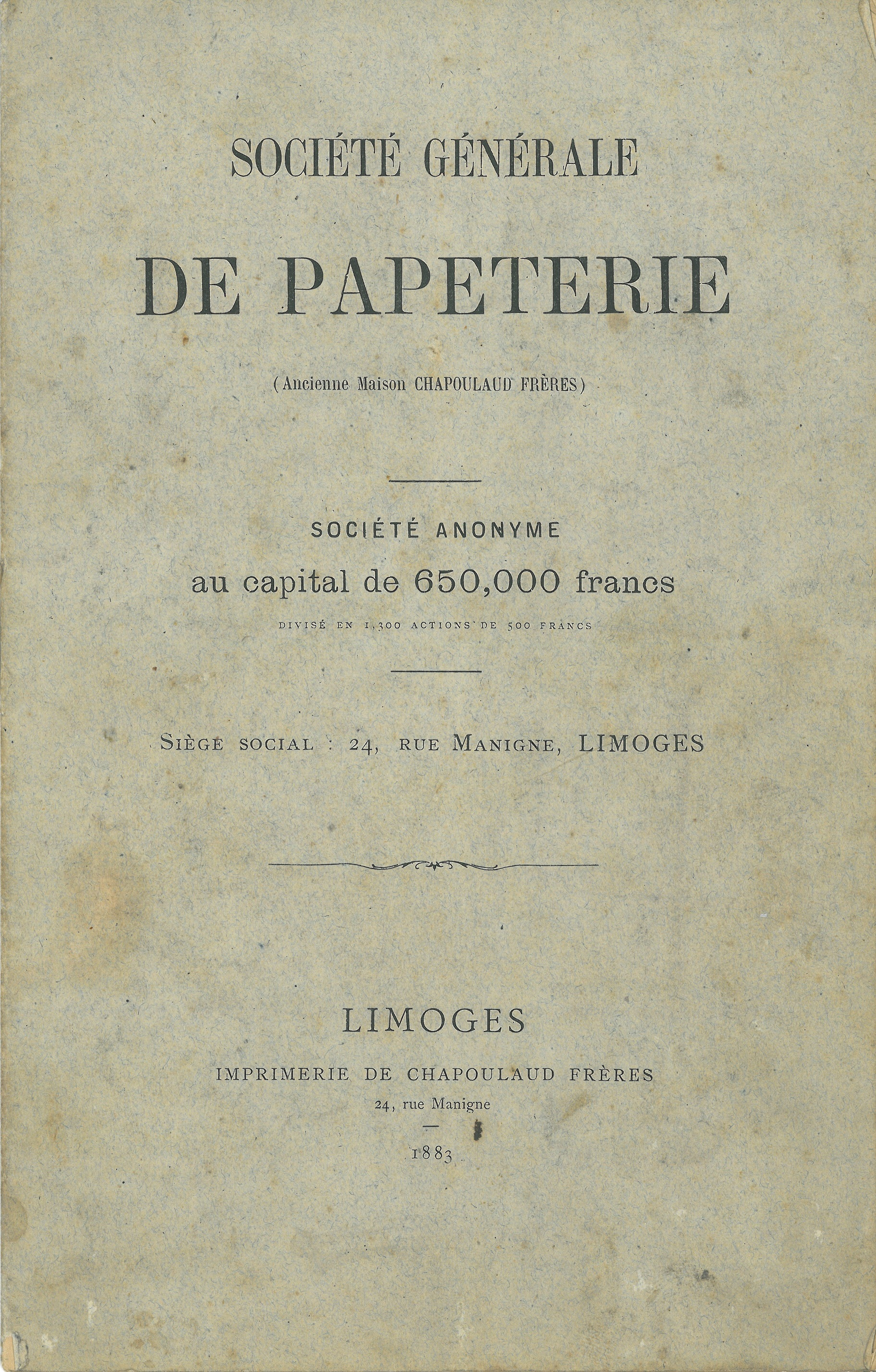
page de couverture bilan annuel 1883 de la S.G. de papeterie

La société est mise en liquidation le 8 mars 1887.